# Walter Kordt
Walter Kordt (* 13. Oktober 1899 in Düsseldorf; † 18. Juni 1972 ebenda) war ein deutscher Theaterregisseur und Schriftsteller.

## Leben
Walter Kordt war der Sohn des Düsseldorfer Architekten Wilhelm Kordt († 1931) und Bruder der Diplomaten Erich und Theodor Kordt. Er nahm als Soldat am Ersten Weltkrieg teil und legte 1917 ein Notabitur ab. 1918 begann er ein Studium, zunächst der Volkswirtschaftslehre an der Universität Gießen, später dann der Literaturgeschichte und Theaterwissenschaft sowie der Kunstgeschichte an den Universitäten in Frankfurt am Main, München und zuletzt in Köln, wo er 1923 mit einer Arbeit über Grabbe zum Doktor der Philosophie promovierte. Ab 1922 wirkte Kordt unter Louise Dumont als Dramaturg und Hilfsregisseur am Düsseldorfer Schauspielhaus, daneben schrieb er Theaterkritiken für verschiedene Zeitungen. 1924 war er Regisseur und Dramaturg am Aachener Stadttheater, 1925/26 Gastregisseur in Neuss. Von 1926 bis 1929 war er als leitender Regisseur an einem Theater in Bad Godesberg tätig.
Nach der nationalsozialistischen Machtergreifung verlor Kordt 1933 zeitweise seine Stellung als Theaterkritiker. Er ging 1934 nach Berlin, 1937 kehrte er nach Düsseldorf zurück; bis 1939 war er in beiden Städten erneut als Kritiker tätig. Von 1939 bis 1944 hatte er am Stadttheater in Münster/Westfalen die Position eines Oberspielleiters inne. 1945 ließ er sich als freier Schriftsteller in Linz/Rhein nieder, wirkte daneben aber bis 1946 auch wieder als Regisseur an Bühnen in München, Wuppertal, Trier und Bremen sowie 1948/49 als Intendant der Städtischen Bühnen in Aachen. 1949 setzte eine schwere Erkrankung seiner Theatertätigkeit ein Ende.
Walter Kordt, der in den Zwanzigerjahren auch als Lyriker hervorgetreten war, verfasste nach 1945 vorwiegend Essays, Sachbücher und Festschriften zu Themen aus der rheinischen Kultur- und Wirtschaftsgeschichte.

## Werke
- Christian Dietrich Grabbes Stellung zur Bühne, Köln 1923
- Ruhrstädte, Berlin 1928
- Stimme des Rheines, Düsseldorf 1946
- Hundert Jahre Gustav Grolman, Düsseldorf 1955
- Die Wohltat der Natur, Wiesbaden 1957
- 50 Jahre Heinr. Schulte, Textilwarenfabrik GmbH, Homburg, Niederrhein, Wiesbaden 1958 (zusammen mit Willi Klar)
- 100 Jahre J. Hecking, Buntspinnerei und Weberei, Neuenkirchen bei Rheine in Westfalen, Wiesbaden 1958 (zusammen mit Rudolf Herzfeldt)
- Die Reißleine, Eltville a. Rh. 1959
- Adolph von Vagedes, Ratingen/Rhld. 1961
- Die Krefeld-Uerdinger Rhein- und Hafenindustrie, Krefeld
  - 1. Die Uerdinger Industrie bis zum Jahre 1900, 1963
- Die Gärten von Brühl, Köln 1965
- Stationen, Bensberg-Frankenforst 1969

## Herausgeberschaft
- Joseph von Eichendorff: Wider Willen oder Die Liebesfahrt der Scholaren, Berlin 1935
- Clemens Brentano: Valeria oder Vaterlist, Münster/Westf. 1940
- Friedrich Hölderlin: Der Tod des Empedokles, Düsseldorf-Oberkassel 1946
- Joseph von Eichendorff: Die Freier, Wiesbaden 1958
- Krefeld klassisch und anders, Krefeld 1959
- Krefeld zwischen den Zeiten, Ratingen 1962
- Vom Römerkastell zur Großstadt, Krefeld 1964

## Übersetzungen
- Alfred de Vigny: Das unbekannte Gespräch, Düsseldorf 1947